# 大學城 (德克薩斯州)
大学城（或译科利奇站、科利吉斯德辛，当地居民简称“CS”或“CStat”）是美國得克萨斯州布拉索斯縣的一个城市，位于得克萨斯州中东部布拉索斯山谷的中心地带，被称为得克萨斯三角洲地区。距离休斯敦西北83英里（133公里），奥斯汀东北87英里（140公里）。根據2020年人口普查，大学城的總人口為120,511人。 大學城和布賴恩一起组成了布赖恩-科利奇站都会区，是得克萨斯州第15大都会区，擁有273,101人。
大學城是得克薩斯農工大學旗舰校区的所在地。城市的名称来源于其处于铁路沿线和大学校园的位置。得克萨斯農工大学是美国少有的土地资源、海洋资源和空间资源三重科研机构，很多科研项目由美国国家航空航天局、美國國家衛生院、美國國家科學基金會和美國海軍研究辦公室等著名机构提供经费支持。

## 历史
大學城的起源可追溯至1860年，当时休斯敦和得克萨斯中央铁路开始在该地区建设。 十一年后，該地被選定為得克萨斯州农业和机械学院的所在地（後於1963年更名为得克萨斯农工大学）。1876年，正值美國庆祝独立一百周年之际，该學院作为德克萨斯州第一所公立高等教育机构向学生敞开了大门。
大學城人口增长缓慢，1884年达到350人，在19-20世纪之交达到391人。然而，在这段时间里，城镇的交通改善发生了。在1900年，I＆GN铁路延伸到大學城（密苏里太平洋铁路公司在1965年放弃该线路），1910年后，得克萨斯農工大学和邻近城镇布莱恩之间铺设了电车线路。20世纪20年代，电车线路被城市公共汽车系统所取代。
1930年，被称为北奥克伍德（North Oakwood）的科利奇站北部社区成为布赖恩的一部分。大學城直到1938年才和布赖恩合并，约翰·宾尼（John H. Binney）为第一位市长。一年内，该市成立了一个分区委员会，到1940年，人口已达2,184人。
这个城市在市长欧内斯特·兰福德（Ernest Langford）的领导下不断发展，欧内斯特也被称为“科利奇站之父”。他在1942年开始担任市长26年。早在一年前，该市通过了设立市政府理事会的决议。
第二次世界大战后该市人口增长加快，1950年的非学业人口达到7,898人，1960年为11,396人，1970年为17,676人，1980年为30,449人，1990年为52,456人，2000年为67,890人。2018年都会区人口超过了270,000。
1997年开放的喬治·布希總統圖書館暨博物館位於本市。前总统乔治·布什（老布什）去世后亦葬於此圖書館。
1999年，“阿吉篝火崩塌事件”（Aggie Bonfire collapse），当时得州农工大学一年一度的大篝火晚会搭建现场出现崩塌事故，导致12人死亡，27人受伤。2020年，在学校北侧草坪上建立了纪念篝火崩塌事故遇难者的纪念场地。
2022年，大學城成為了首批享用亞馬遜Prime Air無人機送貨服務的地區之一；另一地區為加州洛克福德市。

## 地理
大學城位于布拉索斯县中心以南30°36'5''N 96°18'52''W （30.601433，−96.314464）。西北毗邻布莱恩市。
据美国人口普查局统计，全市总面积128.5平方公里，其中128.1平方公里为陆地，0.49平方公里为水域，水域率0.35％。

## 气候
当地属亚热带气候，冬季温和，低温通常持续不到两个月，而夏季炎热，降水量中等。
冰雪天气在當地十分罕見；最近一次是在2021年2月15日出现了3到5英寸的降雪，並錄得追平历史极值的-17摄氏度极寒溫度。
夏季炎热，偏潮湿，日照时间长，仅少数时候有阵雨和雷暴。
- 年平均降雨量：39 英寸（1000 毫米）
- 平均海拔：367 英尺（112 米）
- 平均温度：69.0 °F (20.6 °C)
- 农业资源：牛、玉米、棉花、鸡蛋、干草、高粱
- 矿产资源：沙子、砾石、褐煤、天然气、石油

| 得克萨斯州科利奇站（1991–2020年正常值，1882年至今极端数据） | 得克萨斯州科利奇站（1991–2020年正常值，1882年至今极端数据） | 得克萨斯州科利奇站（1991–2020年正常值，1882年至今极端数据） | 得克萨斯州科利奇站（1991–2020年正常值，1882年至今极端数据） | 得克萨斯州科利奇站（1991–2020年正常值，1882年至今极端数据） | 得克萨斯州科利奇站（1991–2020年正常值，1882年至今极端数据） | 得克萨斯州科利奇站（1991–2020年正常值，1882年至今极端数据） | 得克萨斯州科利奇站（1991–2020年正常值，1882年至今极端数据） | 得克萨斯州科利奇站（1991–2020年正常值，1882年至今极端数据） | 得克萨斯州科利奇站（1991–2020年正常值，1882年至今极端数据） | 得克萨斯州科利奇站（1991–2020年正常值，1882年至今极端数据） | 得克萨斯州科利奇站（1991–2020年正常值，1882年至今极端数据） | 得克萨斯州科利奇站（1991–2020年正常值，1882年至今极端数据） | 得克萨斯州科利奇站（1991–2020年正常值，1882年至今极端数据） |
| 月份                                                        | 1月                                                         | 2月                                                         | 3月                                                         | 4月                                                         | 5月                                                         | 6月                                                         | 7月                                                         | 8月                                                         | 9月                                                         | 10月                                                        | 11月                                                        | 12月                                                        | 全年                                                        |
| ----------------------------------------------------------- | ----------------------------------------------------------- | ----------------------------------------------------------- | ----------------------------------------------------------- | ----------------------------------------------------------- | ----------------------------------------------------------- | ----------------------------------------------------------- | ----------------------------------------------------------- | ----------------------------------------------------------- | ----------------------------------------------------------- | ----------------------------------------------------------- | ----------------------------------------------------------- | ----------------------------------------------------------- | ----------------------------------------------------------- |
| 历史最高温 °C（°F）                                         | 32 (90)                                                     | 37 (99)                                                     | 36 (96)                                                     | 37 (98)                                                     | 38 (101)                                                    | 42 (108)                                                    | 44 (111)                                                    | 43 (110)                                                    | 44 (112)                                                    | 39 (102)                                                    | 34 (94)                                                     | 32 (89)                                                     | 44 (112)                                                    |
| 平均最高温 °C（°F）                                         | 26.1 (78.9)                                                 | 27.8 (82.0)                                                 | 29.9 (85.8)                                                 | 31.9 (89.4)                                                 | 34.3 (93.7)                                                 | 36.6 (97.9)                                                 | 38.3 (100.9)                                                | 39.3 (102.8)                                                | 37.1 (98.8)                                                 | 33.8 (92.9)                                                 | 29.2 (84.6)                                                 | 26.6 (79.9)                                                 | 40.0 (104.0)                                                |
| 平均高温 °C（°F）                                           | 16.5 (61.7)                                                 | 18.6 (65.5)                                                 | 22.5 (72.5)                                                 | 26.2 (79.2)                                                 | 30.2 (86.3)                                                 | 33.4 (92.2)                                                 | 35.2 (95.4)                                                 | 35.9 (96.6)                                                 | 32.9 (91.2)                                                 | 27.7 (81.9)                                                 | 21.7 (71.1)                                                 | 17.4 (63.4)                                                 | 26.5 (79.8)                                                 |
| 平均低温 °C（°F）                                           | 5.2 (41.3)                                                  | 7.3 (45.1)                                                  | 10.9 (51.7)                                                 | 14.5 (58.1)                                                 | 19.1 (66.4)                                                 | 22.8 (73.0)                                                 | 23.8 (74.9)                                                 | 23.7 (74.7)                                                 | 21.1 (70.0)                                                 | 15.7 (60.2)                                                 | 9.9 (49.8)                                                  | 6.0 (42.8)                                                  | 15.0 (59.0)                                                 |
| 平均最低温 °C（°F）                                         | −3.8 (25.1)                                                 | −1.9 (28.6)                                                 | 0.6 (33.1)                                                  | 5.1 (41.2)                                                  | 11.3 (52.4)                                                 | 18.6 (65.4)                                                 | 21.3 (70.3)                                                 | 20.9 (69.7)                                                 | 14.1 (57.4)                                                 | 5.9 (42.6)                                                  | 0.1 (32.1)                                                  | −2.6 (27.4)                                                 | −5.3 (22.5)                                                 |
| 历史最低温 °C（°F）                                         | −19 (−3)                                                    | −17 (1)                                                     | −8 (17)                                                     | −2 (28)                                                     | 6 (42)                                                      | 12 (53)                                                     | 14 (58)                                                     | 13 (55)                                                     | 5 (41)                                                      | −2 (29)                                                     | −7 (19)                                                     | −17 (2)                                                     | −19 (−3)                                                    |
| 平均降水量 mm（）                                           | 87 (3.43)                                                   | 74 (2.90)                                                   | 87 (3.41)                                                   | 73 (2.87)                                                   | 117 (4.60)                                                  | 102 (4.01)                                                  | 50 (1.98)                                                   | 79 (3.10)                                                   | 89 (3.50)                                                   | 125 (4.93)                                                  | 84 (3.31)                                                   | 94 (3.71)                                                   | 1,060 (41.75)                                               |
| 平均降水天数（≥ 0.01 in）                                   | 9.0                                                         | 8.5                                                         | 8.1                                                         | 7.2                                                         | 7.8                                                         | 7.8                                                         | 5.3                                                         | 6.3                                                         | 7.1                                                         | 7.2                                                         | 8.3                                                         | 9.3                                                         | 91.9                                                        |
| 来源：NOAA                                                  |                                                             |                                                             |                                                             |                                                             |                                                             |                                                             |                                                             |                                                             |                                                             |                                                             |                                                             |                                                             |                                                             |

## 行政区划

### 北门区
北门区（Northgate）是得克薩斯農工大學以北的一个混合用途区，包含了各類商業，餐馆，公寓，教堂和娱乐场所。 该区以其多样化的餐厅和酒吧而闻名。北门区的大部分商店，酒吧和餐馆经常受到得克萨斯农工大學学生的頻繁光顾和消費，亦雇用了很多学生。該區总面积约145公顷（0.59平方公里），西靠韦尔伯恩路（Wellborn Road），东临南大学大道（South College Avenue），北接大学城市界，南接大学大道（University Drive）。该地区是著名的酒吧「迪克西鸡肉」（Dixie Chicken）的所在地。
随着得克萨斯农工大学学生，教授及其家属的涌入，城市开始迅速增长，Northgate的根源始于20世纪30年代。 意识到接近校园将是收入的福音，第一个商业区在校园附近的大學城建立，以其最近的校园地标：北门。 当城市于1938年成立时，其第一个市政厅在新区开放。1994年，恢复努力开始振兴贫困地区。 一个为期四天的音乐节，“北方之门”，于1998年推出，已经成为一年一度的传统，在2002年更名为“北门音乐节”。2006年，市议会将Northgate纳入特别税收区，改进和扩展。
现场音乐是Northgate地区的主要景点，其中包括Church Street BBQ和Hurricane Harry飓风等场馆一直提供晚间音乐会。 许多着名的音乐家，特别是得克萨斯州的乡村音乐界 ，都已经开始在Northgate地区的门廊和舞台上演出。著名的人物包括Robert Earl Keen，格莱美奖得主Lyle Lovett ，Dub Miller和Roger Creager。该区由教堂街二等分，由Robert Earl Keen和Lyle Lovett二重唱“前门廊之歌”著名。

### 狼爪溪区

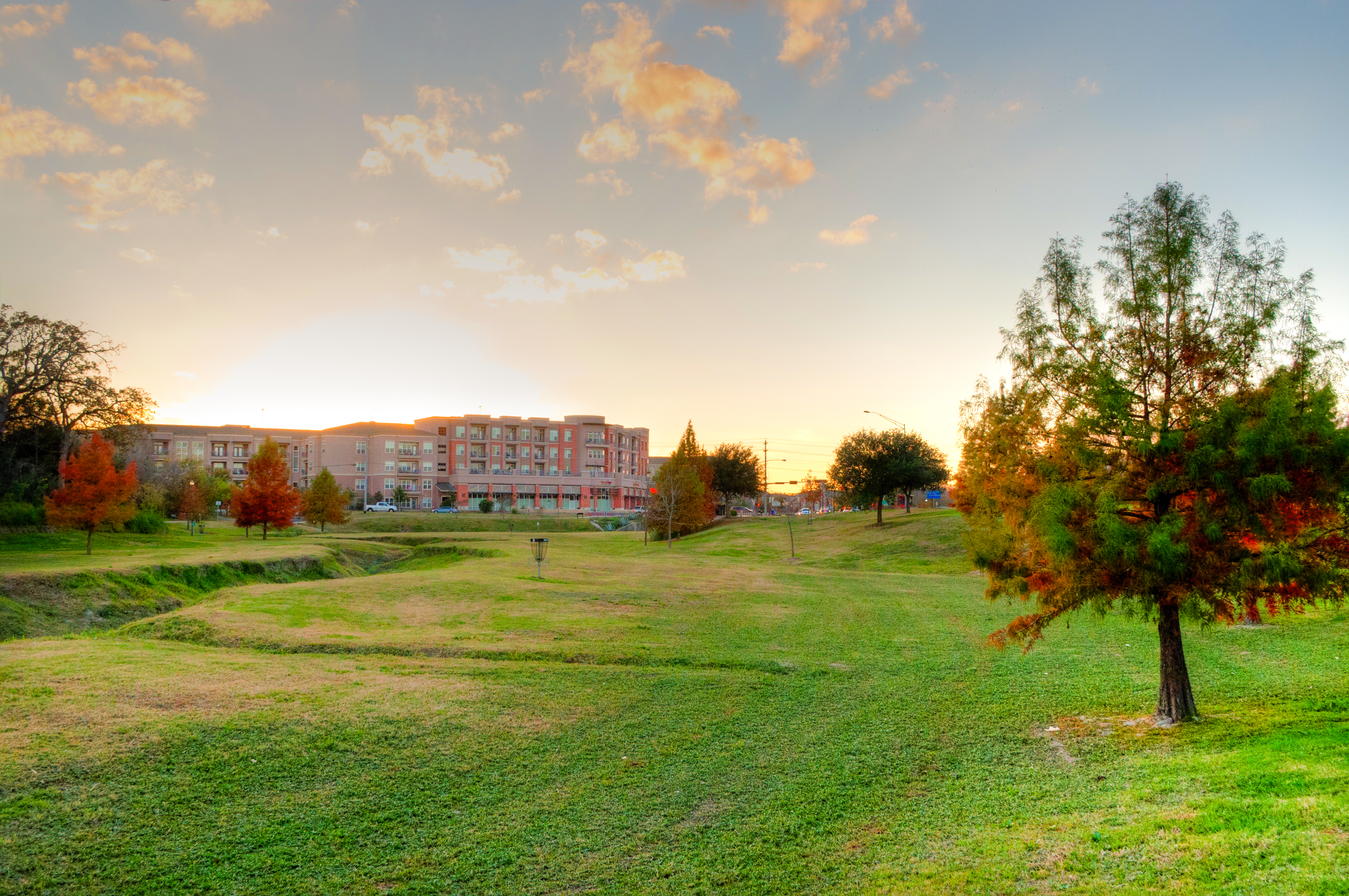
View of the Lofts at Wolf Pen Creek in College Station

狼爪溪区（Wolf Pen Creek District）是毗邻Post Oak购物中心和两条城市主要大道（Earl Rudder高速公路和得克萨斯大道）之间的大型商业开发区。该地区包括一条有小径的绿道，造价150万美元的露天剧场和娱乐区、人工湖，以及一个标准冰球场，是布拉索斯山谷艺术委员会的所在地。“圆形剧场”举办了各种各样的音乐盛事，包括一年一度的“星光音乐节”，这是一个音乐会系列，从春天开始，持续到夏末。狼爪溪区有一条风景秀丽的人行道，长度约1英里（1.6公里）。

### 维尔伯恩区
维尔伯恩（Wellborn）在1867年成为一个区，作为休斯敦和得克萨斯中央铁路的建筑营地。 这个城镇的名字得于建筑营一位名叫E.W. Wellborn的工头，还有名叫W.W. Willburn的地主。 同样在1867年，一个名为Wellborn Station的社区开了一个邮局。 1870年，这个名字缩写为Wellborn。2011年4月14日，科利奇站市议会投票以5-2的比例合并该社区，使社区成为维尔伯恩区。 Wellborn经常被误读成“well-born”，但是当地人发音实际上为“well-burn”。

## 交通

### 主要道路
6号州道：Earl Rudder 高速公路（东绕道）
6号州道业务：得克萨斯大道
30号州道：哈维路
40号州道：William D. Fitch Parkway
47号州道：河滨大道
308州道：学院大道
农场到市场路 60 号：大学大道 / Raymond Stotzer Parkway
农场到市场路 2154 号：Wellborn 路
农场到市场路 2347 号：乔治布什大道
农场到市场路 2818 号：Harvey Mitchell Parkway（西环线）

### 机场
伊斯特伍德机场（Easterwood Airport）是属于得州农工大学的机场，距离市区西南仅5公里，与达拉斯沃思堡国际机场之间有美国航空的航班。

## 经济
截至 2008 年 5 月，当地失业率徘徊在 3% 到 4% 左右，是得克萨斯州最低的。这一比率主要归因于大学在当地经济中发挥的重要作用。然而，就业不足仍是一个持续存在的问题。

### 主要雇主
得州农工大学系统 – 教育 – 16,248
布莱恩独立学区 – 教育 – 1,952
圣约瑟夫地区卫生中心 – 卫生服务 – 1,590
桑德森农场 – 家禽加工 – 1,539
大学站独立学区 – 教育 – 1,400
Reynolds 和 Reynolds/Rentsys – 计算机硬件/软件 – 959
布赖恩市 – 政府 – 889
科利奇站市 - 政府 - 865
沃尔玛 – 零售 – 650
Ply Gem – 窗户 – 611
H-E-B 杂货店 – 零售 – 590

### 总部
在 2007 年被 Tavistock Group 收购之前，Freebirds World Burrito 的公司总部设在科利奇站。

### Post Oak 购物中心
Post Oak 购物中心是该市的第一个购物中心，也是目前布拉索斯山谷最大的购物中心。它占地 82 英亩（330,000 平方米），拥有 125 家商店。它于 1982 年 2 月 17 日开幕，为科利奇站的经济和商业发展创造了动力。它目前是科利奇站最大的纳税人，也是布拉索斯河谷的第二大纳税主体，尽管主力商店是私人拥有的独立单元，并与购物中心本身分开征税。布拉索斯山谷地带超过 75% 的零售额来自商场商店的销售额。

## 体育设施
橄榄球/足球：凯尔球场（容量：102,733 ～106,000）
赛车：得克萨斯世界赛车场（容量：23,000）（2017 年关闭）
篮球/排球：里德球场（最大容量：13,657）
棒球：奥尔森球场（最大容量：11,052）
足球：埃利斯球场（容量：8,204）
田径：安德森田径综合体（容量：3,500）
网球：George P. Mitchell 网球中心（容量：2,339）
垒球：戴维斯戴蒙德（最大人群：2,455）
冰球：Spirit Ice Arena（容量：500）
高尔夫：得州农工传统俱乐部
高尔夫：菲利普斯活动中心的城市球场
保龄球：Grand Station Entertainment（容量：800+）

## 姐妹城市
- 俄羅斯喀山[5]
- 德国格賴夫斯瓦爾德
- 墨西哥蘇阿蘇阿